# Mercedes-Benz Integro
Der Mercedes-Benz Integro (Baureihe O 550) ist ein Überlandbus in Hochflurbauweise des Herstellers EvoBus. Er wurde von 1996 bis 2018 im Werk Neu-Ulm produziert und ist größtenteils baugleich mit den Überlandbussen aus der 300er- und 400er-Serie der Marke Setra. Der Integro ersetzte den O 408, dessen Produktion 1998 auslief. Als Kombibus ist er sowohl für den Überlandlinienverkehr als auch Ausflugs- und Transferfahrten geeignet.
Kurz vor der Einführung der neuen MultiClass bei Setra wurde der Integro im Herbst 2005 einem Facelift unterzogen.

## Varianten
- Integro: 12 Meter lang, 49–55 Sitzplätze
- Integro M (ab 2002): 13 Meter lang, 53–59 Sitzplätze
- Integro L: 15 Meter lang, drei Achsen, 57–69 Sitzplätze
- Integro H (bis 2006): 12 Meter lang, 55 Sitzplätze, Hochbodenversion mit größerem Kofferraum (Mittelgang auf 1,04 Meter Höhe)

## Ausstattung
Um seiner konzeptionellen Bestimmung gerecht zu werden, wurde der Bustyp von Mercedes-Benz serienmäßig mit hauseigenen Fahrgastsitzen vom Modell A 680 ausgerüstet, die ein hohes Komfortniveau im Überlandlinienverkehr bieten und sich für den bedarfsweisen Einsatz im Gelegenheitsverkehr eignen. Diese Sitze ermöglichten dem Fahrzeug eine 100 km/h-Zulassung und konnten mit Sicherheitsgurten ausgerüstet werden. Beim Integro Facelift wurde eine neue Generation von Überlandsitzen, das Modell Inter Star Eco (entspricht dem Transit-Sitz der Setra MultiClass 400) als Serienausstattung verbaut. Als Sonderausstattungen konnten etwa eine Aufdach-Lüftungs- oder Klimaanlage und verschiedene Varianten von Zielanzeigen gewählt werden. Komfortablere Fahrgastsitze, beispielsweise die in der EvoBus-Reisesitzgeneration ab 1999 verfügbaren Modelle C und CX oder beim Integro Facelift der Travel Star Eco, erhöhen den Nutzwert des Fahrzeugs im Gelegenheitsverkehr. Hierfür konnte auch ein Kühlschrank eingebaut werden, der bei der ersten Integro-Ausführung im Vordereinstieg türseitig vor der ersten Fahrgastsitzreihe vorzufinden ist. Daneben (gangseitig) ist Platz für einen Reisebegleitersitz, beides wurde für den bedarfsweisen Ein- oder Ausbau vorgesehen. Bugschrank und Armaturenbrett hatten beim alten Integro im Vergleich zum Pendant von Setra, den Überlandbussen der Baureihe 300, noch ein eigenes Design. Beim Integro Facelift ist das Armaturenbrett im Wesentlichen das gleiche, das auch in den Setra-Hochflur-Überlandbussen der 400er-Reihe mit gerader Front serienmäßig vorzufinden ist. Diesen beiden Typen gemein ist auch der optionale Einbau eines Stau- oder Kühlschranks im Bugschrank am Vordereinstieg. Nur das Gehäuse der Armaturen bzw. des Bugschranks und die Ablageflächen neben den Armaturen sind jeweils noch anders gestaltet. An der Decke des Fahrgastraumes konnten genau wie bei Setra Luftdüsen und Leselampen installiert werden, außerdem Gepäckablagen mit Gitter- oder geschlossenem Boden. Das Design im Deckenbereich bzw. der Gepäckablagen ist bei beiden Integro-Generationen im Vergleich zu den jeweiligen Pendants von Setra abweichend. In früheren Baujahren des alten Integro konnten anstatt dreistufiger Einstiege auch welche mit zwei entsprechend höheren Stufen gewählt werden, was es bei den damaligen Setra nicht gab. Seit den späteren Baujahren der ersten Generation des Integro ist häufig auch ein Rollstuhllift am Mitteleinstieg vorzufinden.

## Technik

### Karosserie
Der Integro ist ein Hochflurbus mit selbsttragender Karosserie in Skelettrahmenbauweise.
Die Karosseriemodule sind aus Stahlblech und glasfaserverstärktem Kunststoff hergestellt.
Bei den Fahrzeugen der Euro-6-Abgasnorm sind in der Motorraumklappe Lüftungsgitter verbaut. Technisch notwendig ist davon nur das rechte. Das linke ist eine Attrappe, die einem symmetrischen Design dient. Bei den zweiachsigen Euro-6-Fahrzeugen gibt es Lüftungsgitter darüber hinaus an der Abgasanlage, die sich an der linken Fahrzeugseite befindet.

### Antrieb
Die Motoren, die anfangs im Integro verwendet wurden, entsprachen der damals gültigen Abgasnorm Euro 2. Den 6-Zylinder-Reihen-Dieselmotor des Typs OM 447 hLA mit 11.967 cm³ Hubraum, Turboaufladung und Ladeluftkühlung konnte der Kunde zunächst mit 184 kW (250 PS) oder 220 kW (299 PS) wählen. Um dem etwas später eingeführten schwereren Dreiachser Integro L Rechnung zu tragen, wurde eine Variante mit 257 kW (350 PS) nachgereicht. Völlig abweichend war seinerzeit noch das Motorenangebot für den Integro H. Wegen des höher gelegenen Fahrgastraumbodens konnten stehend eingebaute V-Motoren, ebenfalls aufgeladen und ladeluftgekühlt, aus dem Baukastensystem von Mercedes-Benz zur Verwendung kommen: V6 Typ OM 441 LA (10.964 cm³ Hubraum) mit 213 kW (290 PS) oder 250 kW (340 PS) sowie der V8 Typ OM 442 LA (14.618 cm³ Hubraum) mit 280 kW (381 PS). Mit der Einführung von Euro 3 wurde ab 2001 der OM 457 hLA verbaut – nun auch im Integro H. Dieser war in vier Leistungsstufen erhältlich: 185 kW (252 PS), 220 kW (299 PS), 260 kW (354 PS) oder 300 kW (408 PS). Als Getriebe kamen serienmäßig hauseigene 6-Gang-Schaltgetriebe zum Einsatz, optional die Automatikgetriebe VOITH DIWA (4-Gang) oder ZF Ecomat (5/6-Gang). Bei Euro-3-Motoren gab es darüber hinaus das automatisierte Schaltgetriebe ZF AS-Tronic mit zwölf Gängen.
Beim Integro Facelift ist weiterhin der Motortyp OM 457 hLA verbaut. Dank SCR wird hier nun serienmäßig die Abgasnorm Euro 4 (ab 2010 Euro 5) eingehalten. 220 kW (299 PS) stehen nun serienmäßig zur Verfügung, beim Integro L 260 kW (354 PS). An den Motor ist als Handschalter das Mercedes-Benz-Getriebe der Bauart GO 190 (beim Dreiachser auch GO 210) gekuppelt. Erhältlich war der Integro Facelift auch mit den Automatikgetrieben der Typen VOITH DIWA (4-Gang) oder ZF Ecomat (6-Gang) sowie mit der 12-Gang-AS-Tronic von ZF. In den folgenden Jahren kam auch ein automatisiertes Schaltgetriebe aus dem Hause Mercedes-Benz mit acht Gängen, genannt PowerShift, hinzu. Außerdem brachte ZF die neue Automatikgetriebegeneration EcoLife als Ersatz für das Ecomat-Getriebe heraus.
Die Modelle mit Abgasnorm Euro 6 wurden mit Motoren des Typs OM 936 (7698 cm³ Hubraum, 220 oder 260 kW) für die Zweiachser bzw. OM 470 (10.677 cm³ Hubraum, 265 oder 290 kW/360 oder 394 PS) für den Dreiachser ausgerüstet. Anders als die Vorgängermotoren sind diese Reihensechszylinder stehend anstatt liegend eingebaut, wodurch es nötig wurde, den Fahrgastraumboden nach hinten ansteigen zu lassen.

### Fahrwerk
Die Vorderachse ist in Einzelradaufhängung ausgeführt. Die Treibachse ist eine Starrachse vom Typ MB RO 440 mit Zwillingsbereifung.
Hersteller der gelenkten Nachlaufachse der Integro L ist ZF.

### Bremsen
Die erste Integro-Generation hatte scheibengebremste Vorderräder und Trommelbremsen an den Hinterrädern. Beide Bauarten waren druckluftgesteuert. Als Zusatzbremsen waren Retarderbremsen von Telma und VOITH sowie der ZF-Intarder erhältlich.
Der Integro Facelift ist serienmäßig sowohl rundum mit druckluftgesteuerten Scheibenbremsen als auch mit Retarderbremse von VOITH ausgestattet. Der VOITH-Retarder kann sowohl durch leichtes Drücken des Bremspedals als auch mit dem rechten Lenkstockhebel bedient werden.
Die Festhaltebremse ist als Federspeicherbremse ausgeführt.

### Türen
Die Vordertür ist ausschließlich als einflügelige Außenschwenktür erhältlich gewesen. Die mittlere Tür wurde in der Regel zweiflügelig ausgeführt, konnte wahlweise aber auch einflügelig bestellt werden. Bei der Hochbodenversion des O 550 war dies umgekehrt. In diesem Modell konnte anstatt einer mittigen Tür auf Wunsch auch eine nach der Hinterachse eingebaut werden (hier nur einflügelig).
Angesteuert werden die Türen elektro-pneumatisch. Beim Schließvorgang wird die Tür nach dem Einschwenken pneumatisch angehoben, wodurch zwei Bolzen in eine Fassung im Türrahmen geschoben werden und ein ungewolltes Öffnen verhindern.

## Einsatzgebiete
Eine der größten Integro-Flotten fand man einst beim ÖBB-Postbus vor. Vom Beginn bis zum Ende der Produktion wurden mehrere Hundert Exemplare in den verschiedensten Ausführungen an die ÖBB geliefert. Der Integro war beim Lenkpersonal des Postbus in der Regel sehr beliebt. Ihre robuste Bauweise und der kräftige Motor bewirkten vor allem bei den Dreiachsern ein angenehmes, stabiles Fahrgefühl und optimale Voraussetzungen in den teils herausfordernden Einsatzgebieten in Österreich.
Vertreten waren die Fahrzeuge einst überall in der Alpenrepublik. Da der Großteil der Fahrzeuge allerdings mittlerweile ausgemustert wurde und fast ausschließlich Fahrzeuge der Abgasnorm Euro 6 übrig geblieben sind, prägt der Integro den Alltag beim Postbus schon seit einigen Jahren nicht mehr so wie früher. Nachdem im Jahr 2022 die letzten Euro 4 und die ersten Euro 6 Integro abgestellt wurden, ist ein baldiges Ende in Sicht.
Der letzte von den ÖBB beschaffte Integro war BD-15034 am Ende des Jahres 2017.

## Galerie

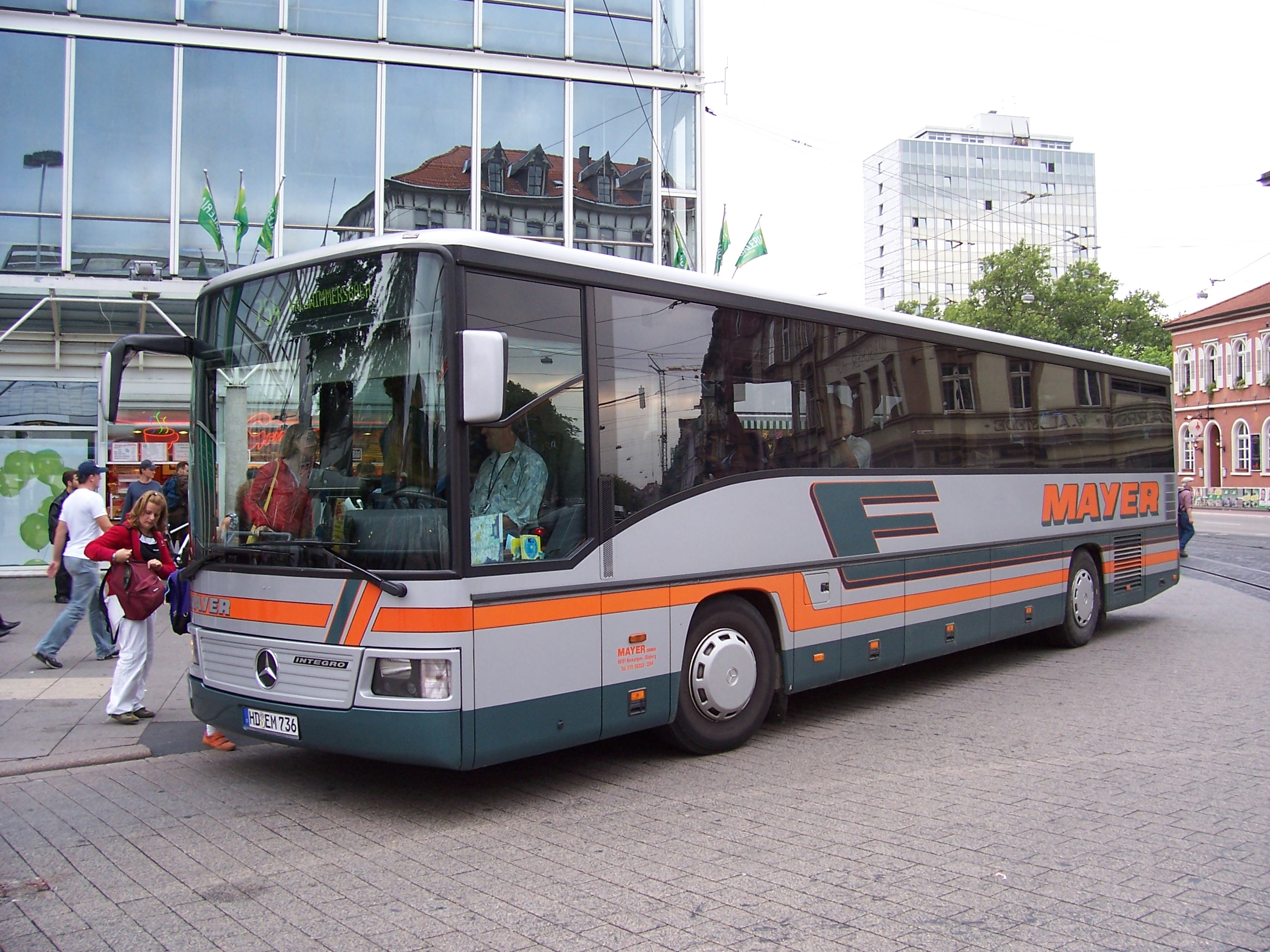
Ein Integro, wie er von 1996 bis 2006 gebaut wurde
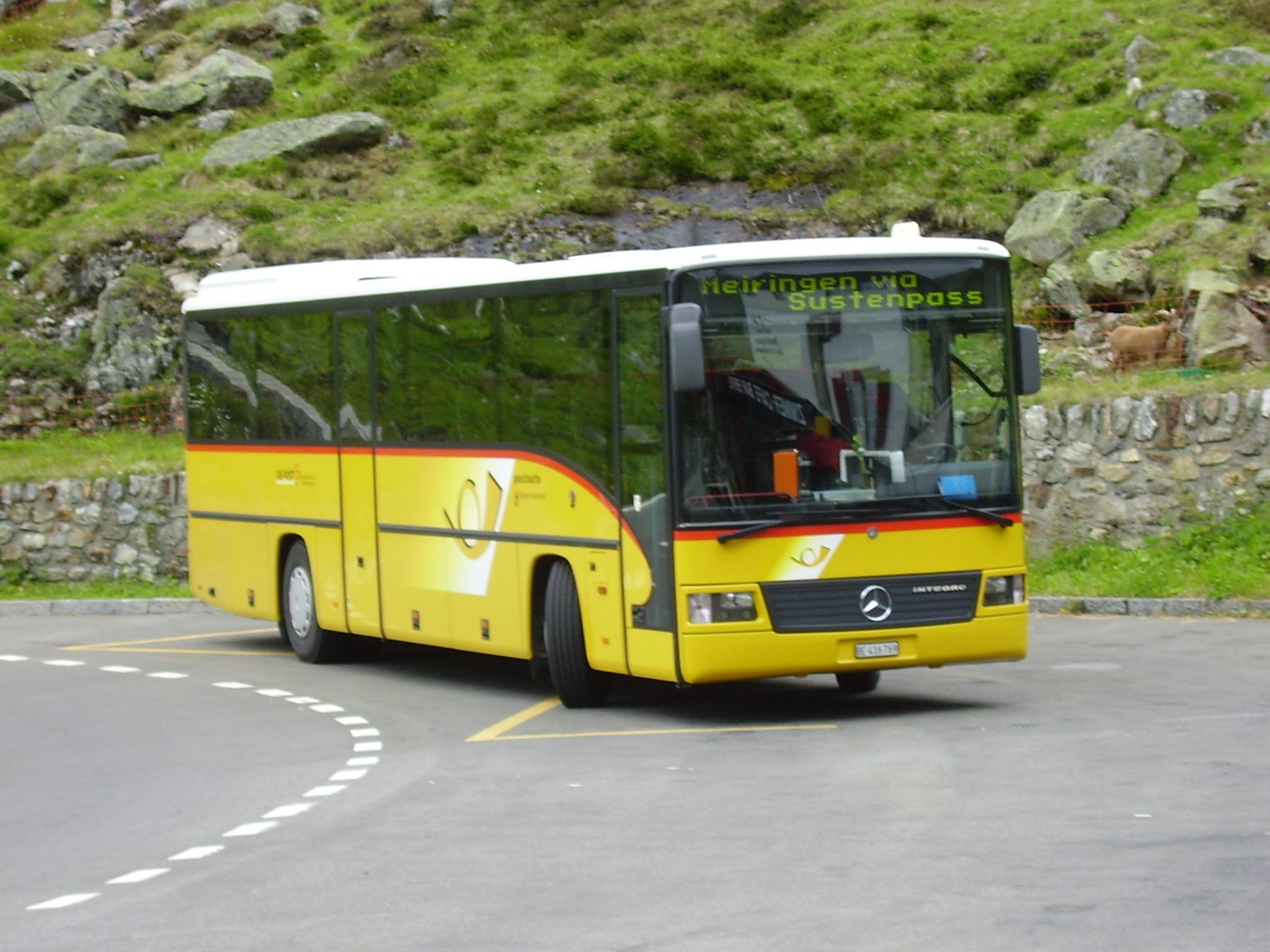
Hochbodenbus Integro H, Postauto Schweiz
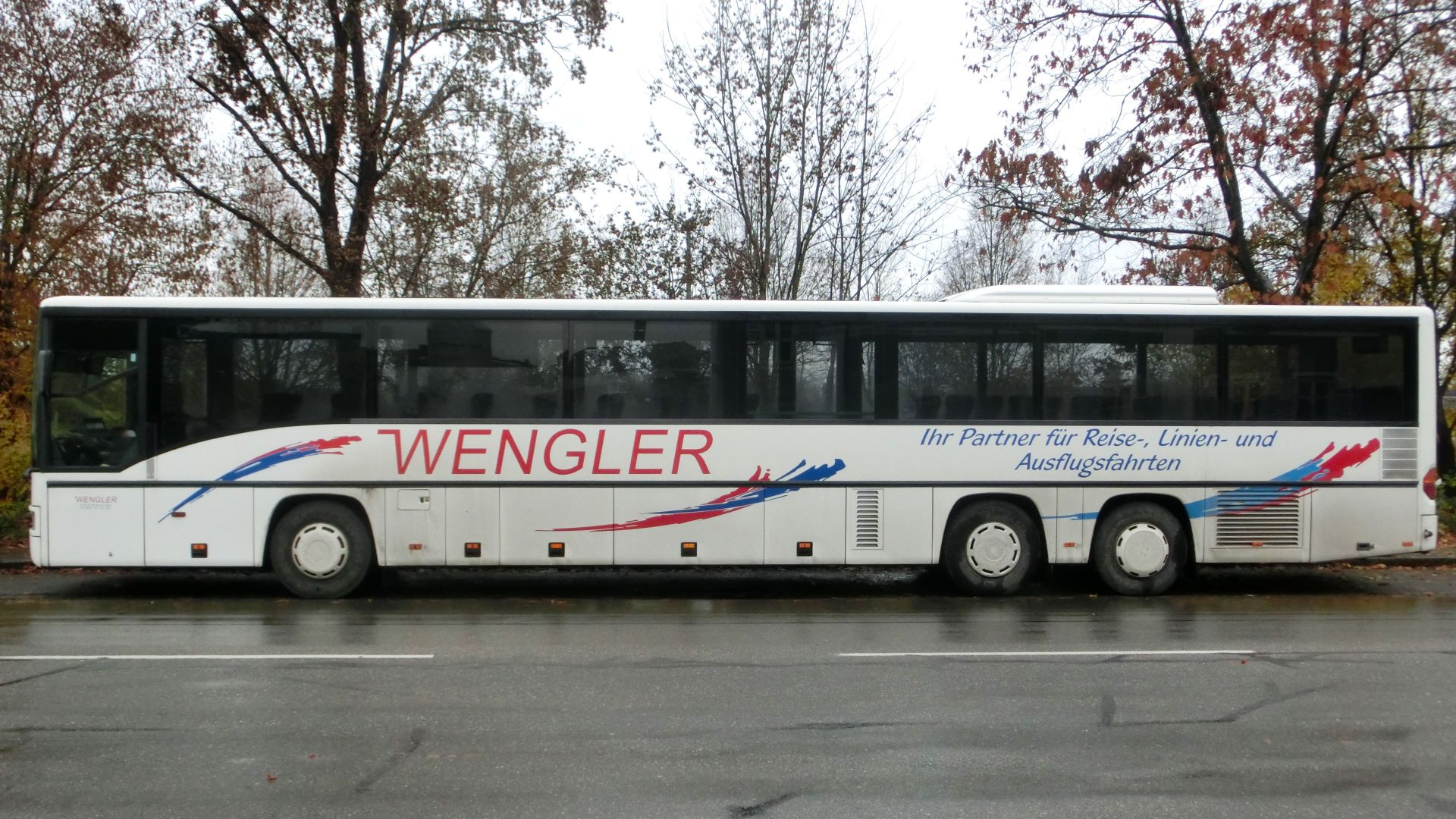
Erste Generation des 15-Meter-Dreiachsers Integro L
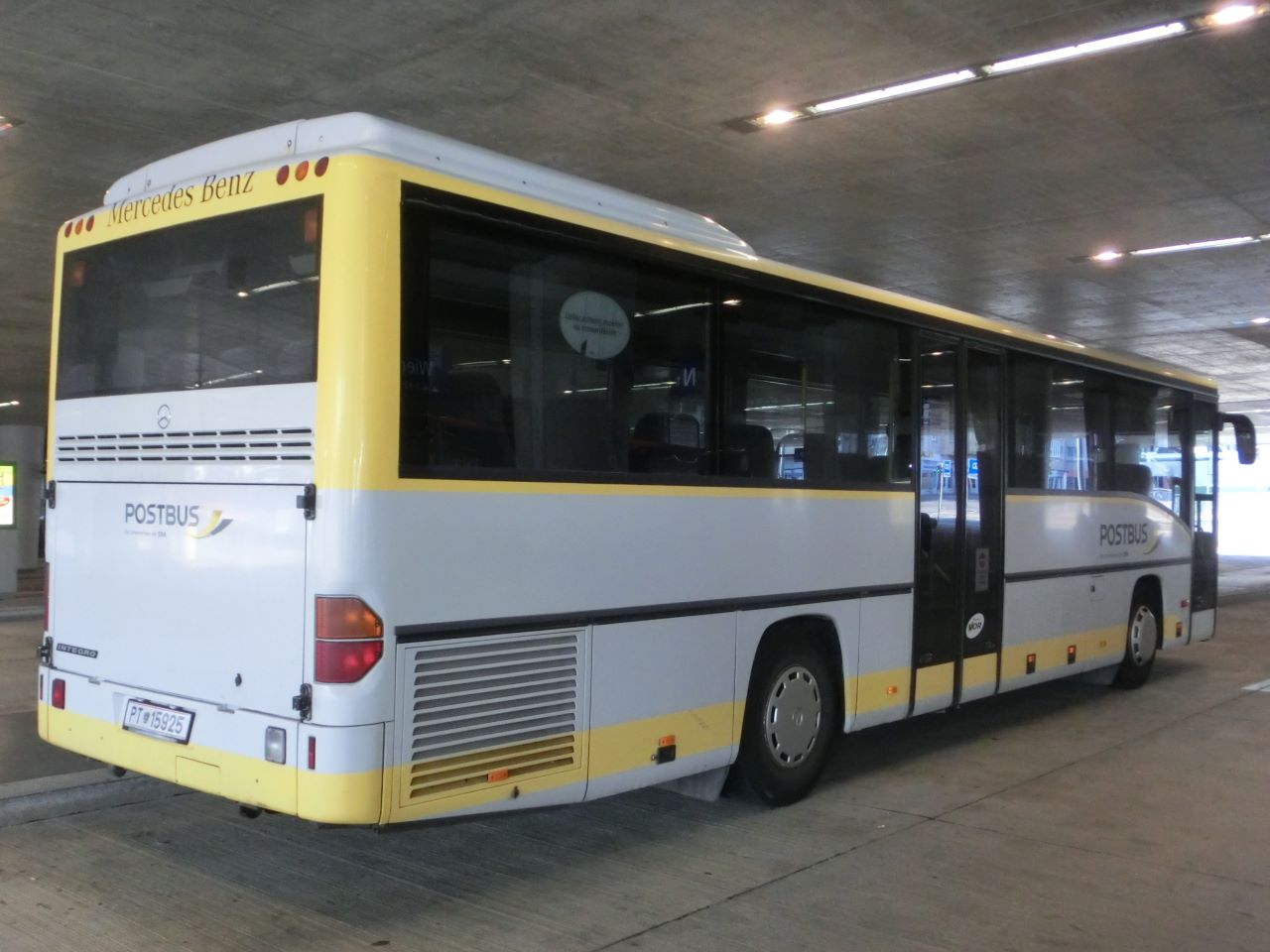
Heckansicht des Integro bis Baujahr 2006, ÖBB-Postbus
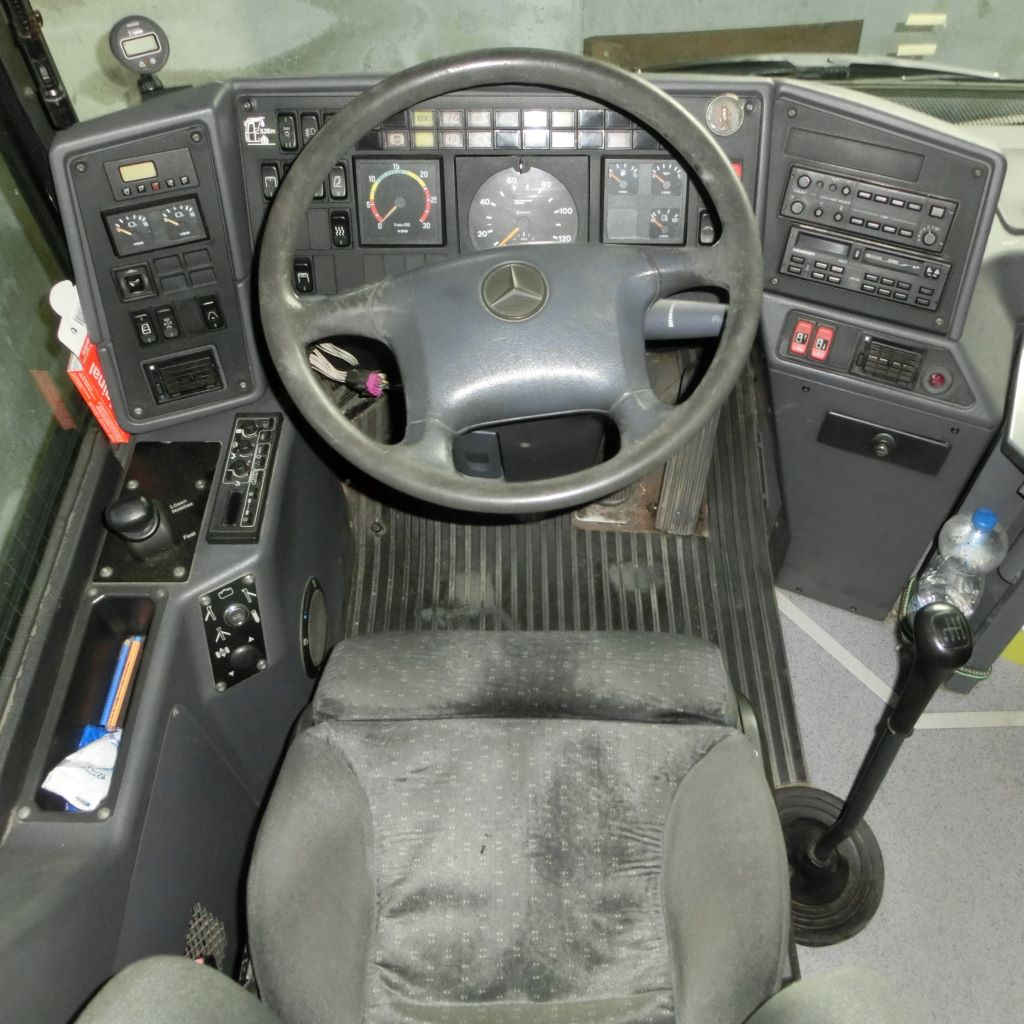
Fahrerarbeitsplatz des Integro erster Generation
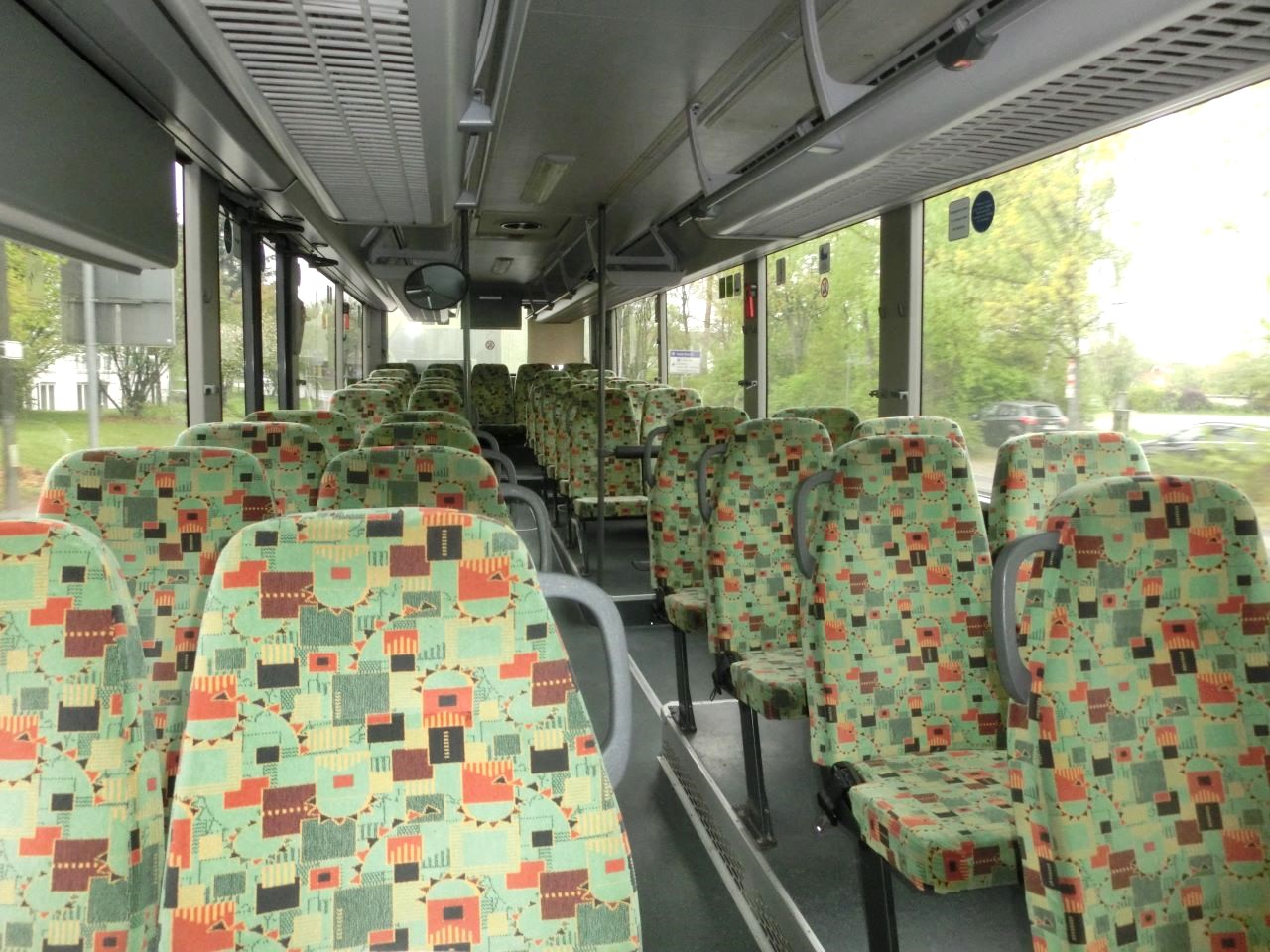
Fahrgastraum des Integro erster Generation, serienmäßige Bestuhlung A 680 für den Überlandverkehr
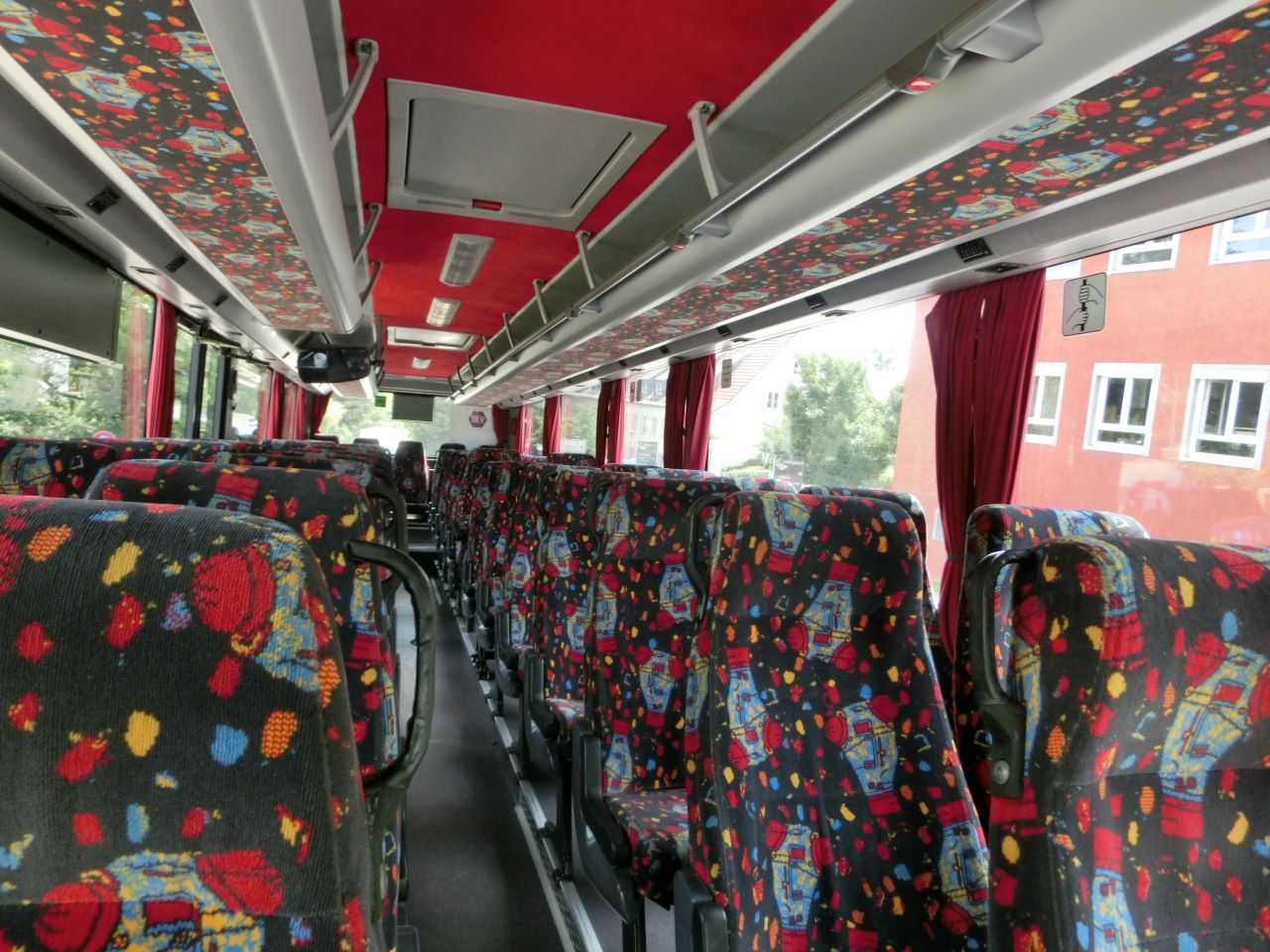
Fahrgastraum eines Integro H mit Reisebestuhlung (Ausführung bis 1999)
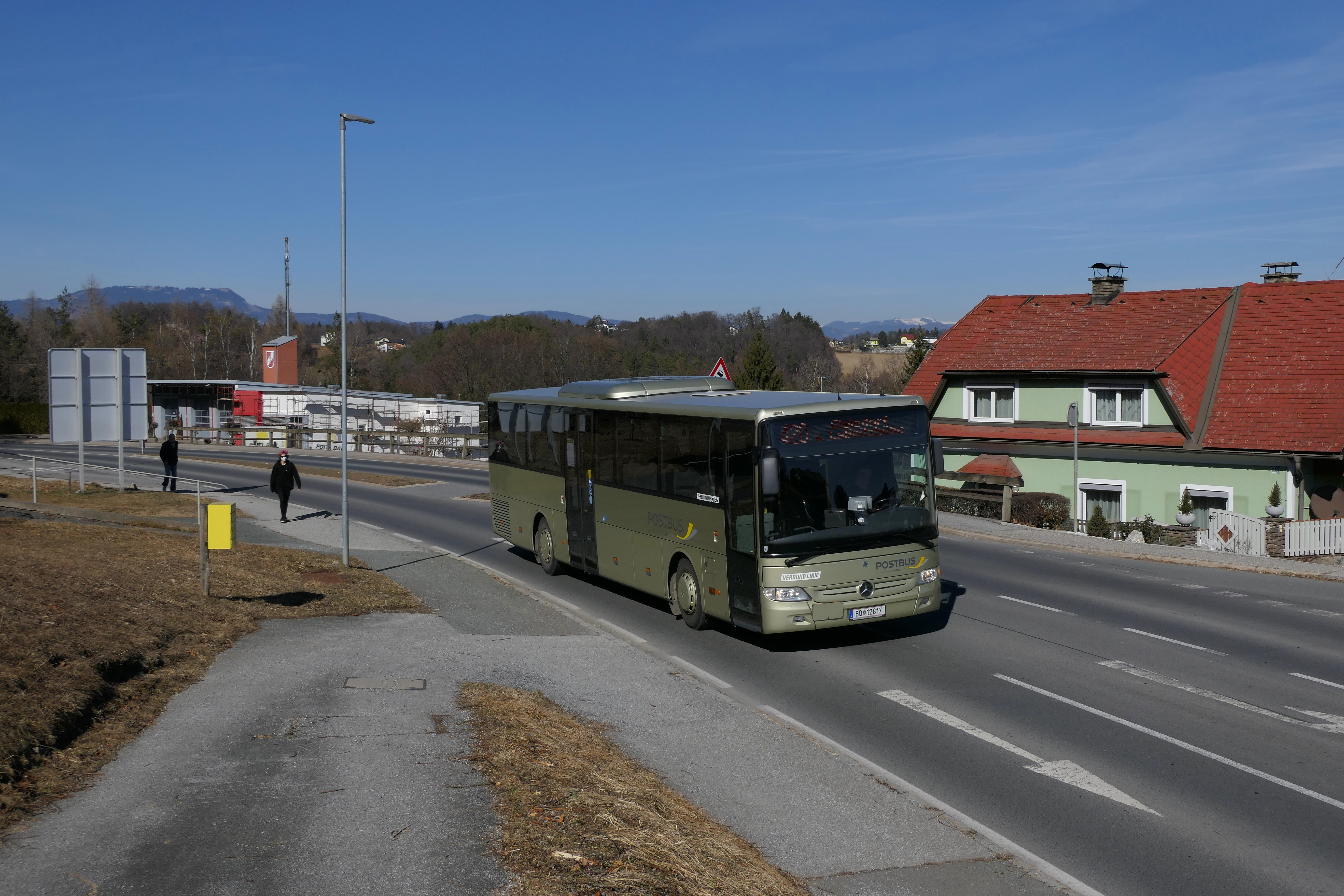
Einer der ersten Integro Facelift vom ÖBB-Postbus in Nestelbach bei Graz
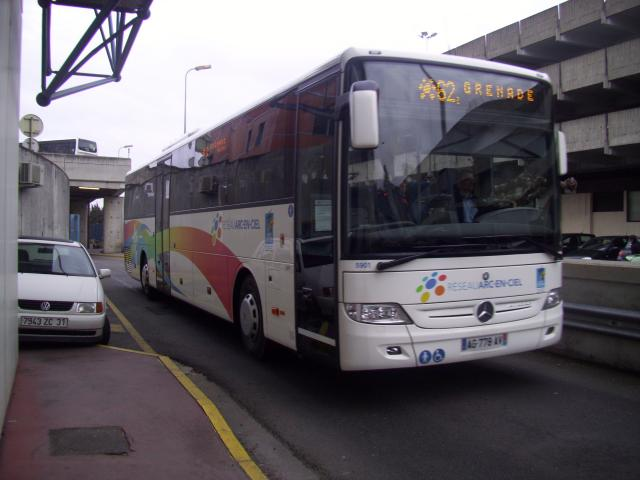
Integro M (13-Meter-Zweiachser, Facelift) im Linieneinsatz in Toulouse
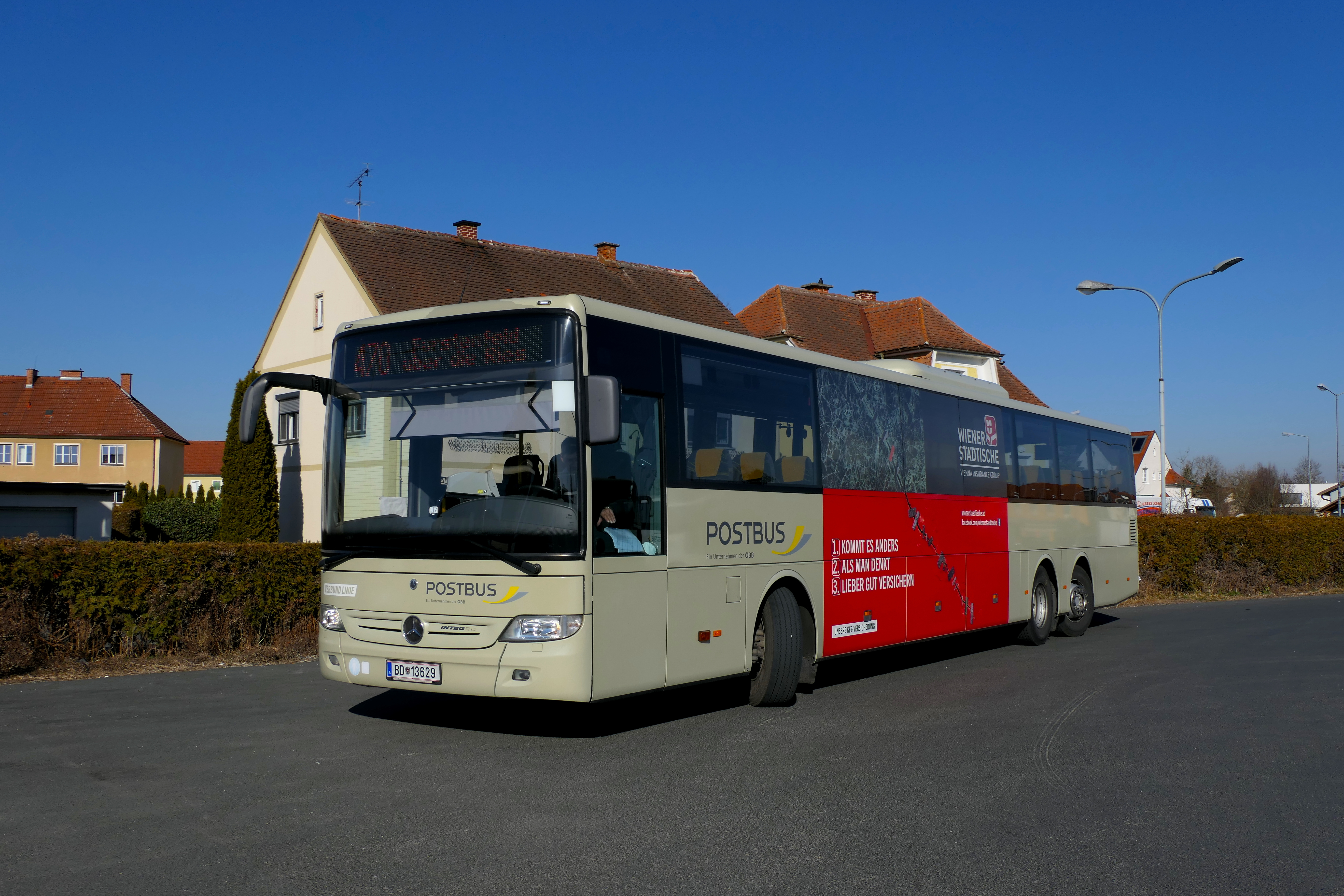
Integro L (15-Meter-Dreiachser, Facelift), ÖBB-Postbus